# Loppersum (Eemsdelta)
Loppersum (anhörenⓘ) ist ein Ort und eine ehemalige Gemeinde in den Niederlanden, Provinz Groningen. Überregional bekannt wurde die Gemeinde durch Erdbeben, die als Folge der Erdgasförderung gelten.

## Geschichte
Die meisten Dörfer, die zu Loppersum gehören, liegen auf wierden (Warften). Auf diesen meistens von Menschenhand aufgeworfenen Fluchthügeln waren die ersten Bewohner (Fischer und Bauern) sicher vor dem Wasser der Ausläufer des Wattenmeeres. Diese Warften entstanden zwischen 500 v. Chr. und dem Mittelalter. Einige wurden später abgegraben; einerseits, weil das Erdreich im Inneren einer Warft wegen der Anwesenheit menschlicher, tierischer und pflanzlicher Abfälle sehr fruchtbar ist; andererseits, weil Schatzsucher und seriöse Archäologen darin wertvolle alte Gegenstände suchten.

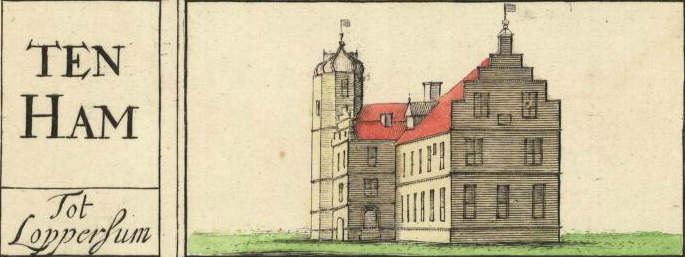
"Borg" Ten Ham, Ausschnitt aus der "Borgenkaart/Coenderskaart" Groningen, 1678

Nahe Loppersum stand das Herrenhaus (borg) Ten Ham (Den Ham), auch Duirsum genannt. Gegen Ende des 15. Jahrhunderts war es im Besitz der Familie Heemstra. Die Erbtochter Bawine heiratete Roelof van Munster, Herrn zu Ruinen und 1505–1512 Drost der Provinz Drenthe. Deren Sohn Roelof van Münster (ca.  1500–1558), Herr zu Herzford, bewohnte Ten Ham mit seiner Frau Maria van Selbach (ca. 1510–1576). Deren Schwiegersohn Johan de Mepsche (ca.  1520–1585), Vize-Statthalter der Provinz Groningen, baute Ten Ham zu einem Schloss um, das, laut Zeitzeugen, "im Land Groningen seines Gleichen nicht hatte". Ten Ham wurde im 18. Jahrhundert abgerissen. Mehrere Grabsteine aus der Blütezeit sind in der eindrucksvollen Loppersumer Petrus- und Pauluskirche erhalten.
Loppersum entwickelte sich wegen seiner Lage an der Eisenbahn und der Hauptstraße seit dem späten 19. Jahrhundert zum Einkaufs- und Verwaltungszentrum der Gemeinde.
Zum 1. Januar 2021 wurden die Gemeinden Appingedam, Delfzijl und Loppersum zur Fusionsgemeinde Eemsdelta zusammengeschlossen.

## Orte
Die Gemeinde bestand aus 17 kleinen Dörfern.
Die fett gedruckten Orte haben mehr als 1000 Einwohner. Die  schräg gedruckten haben zwischen 500 und 1000 Einwohner.  Ein (K), bzw. (M) bedeutet, dass das Dorf eine sehenswürdige alte Kirche bzw. Mühle besitzt.
| - Eenum (Dorfkirche Eenum, mit Orgel von Arp Schnitger) - Garrelsweer - Garsthuizen (M) - Huizinge (K) - Leermens (K) - Loppersum (K, M) - Middelstum (K, M) - Oosterwijtwerd (K) - Westerwijtwerd (K, M) | - Stedum (K) - Toornwerd - Westeremden (K) - Winneweer - Wirdum (K) - 't Zandt (K) - Zeerijp (K, M) - Zijldijk. |

## Lage und Wirtschaft
Loppersum liegt nordöstlich der Stadt Groningen an der Bahnstrecke Groningen–Delfzijl und der Fernstraße nach Delfzijl. Die Dörfer Stedum und Loppersum haben kleine Bahnhöfe (30-Minuten-Dienst). Die Gemeindeverwaltung befand sich in Loppersum.
Die Landwirtschaft und das damit zusammenhängende Kleingewerbe bestimmen das Wirtschaftsleben des Ortes.

### Erdgasförderung und Folgen
Loppersum befindet sich auf Europas größtem Erdgasreservoir. Seit den 1960er Jahren wird das Gas durch die Nederlandse Aardolie Maatschappij (NAM) gefördert. Seitdem im Dezember 1986 nahe Assen das erste Erdbeben im Gebiet des Groninger Gasfeldes registriert wurde, fanden mehr als tausend weitere statt, die aber meistens nur eine Stärke von maximal 2,0 erreichten. Da sich die Erschütterungen aber in einer geringen Tiefe von höchstens 3000 Metern ereignen, sind sie deutlicher spürbar. 
Ende 1988 richtete das Koninklijk Nederlands Meteorologisch Instituut (KNMI) eine seismologische Überwachung des Gebietes ein, was bald den Beweis für einen Zusammenhang zwischen der Gasförderung und der Zunahme von Beben erbrachte. Am 16. August 2012 kam es in Huizinge zu einem Erdbeben der Stärke 3,6. Es entstanden dadurch sichtbare Schäden an Gebäuden. Da jetzt auch eine Gefährdung der Bevölkerung zu befürchten war, veranlasste die niederländische Regierung, dass die NAM die Gasförderung drosselt, für entstandene Schäden aufkommt und mit Hilfe eines Untersuchungsprogrammes für mehr Sicherheit sorgt.
Am 8. Januar 2018 erreichte ein Erdbeben im Ortsteil Zeerijp die Stärke 3,4. Es war auch in der rund 25 Kilometer entfernten Provinzhauptstadt Groningen zu spüren. Ein Beben gleicher Stärke ereignete sich am 22. Mai 2019 im Ortsteil Westerwijtwerd.

## Sehenswürdigkeiten
- das Museum De Weem des Malers Henk Helmantel (Niederländischer Künstler des Jahres 2008) in Westeremden
- die Burg Rusthoven bei Wirdum
- die Petrus- und Pauluskirche, das Heimatmuseum und die Windmühle De Stormvogel in Loppersum

## Politik

### Sitzverteilung im Gemeinderat
Der Gemeinderat wurde seit 2006 folgendermaßen gebildet:
| Partei                     | Sitze | Sitze | Sitze | Sitze |
| Partei                     | 2006  | 2010  | 2014  | 2018  |
| -------------------------- | ----- | ----- | ----- | ----- |
| Loppersum Vooruit          | —     | 3     | 3     | 3     |
| PvdA                       | 4     | 2     | 2     | 3     |
| CDA                        | 4     | 3     | 3     | 2     |
| GroenLinks                 | 2     | 2     | 2     | 2     |
| ChristenUnie               | 2     | 2     | 2     | 2     |
| VVD                        | 1     | 1     | 1     | 1     |
| D66                        | —     | 2     | 2     | 0     |
| Gemeentebelangen Loppersum | 2     | 2     | 2     | —     |
| Gesamt                     | 15    | 15    | 15    | 13    |

### Bürgermeister
Seit dem 1. Oktober 2018 war Hans Engels (D66) kommissarischer Bürgermeister der Gemeinde. Zu seinem Kollegium zählten die Beigeordneten Bé Schollema (PvdA), Pier Prins (CDA), Rudi Slager (ChristenUnie) sowie der Gemeindesekretär Jurry Bonnema.

### Partnergemeinden
Loppersum hat mit Hohenhameln eine Partnergemeinde in Niedersachsen.